# Tapada das Necessidades
A Tapada das Necessidades é um espaço verde murado com cerca de 10 ha que se situa em Lisboa adjacente ao Palácio das Necessidades, sendo delimitado a sul por este Palácio, a leste pelo Instituto de Defesa Nacional e Calçada das Necessidades, a norte/noroeste pela Rua do Borja e a oeste pela Rua Cap. Afonso Pala.
A Tapada das Necessidades de acesso público sujeito a horário encontra-se em grande medida coberta por uma mata estando sujeita a Regime Florestal.
Antigamente serviu de tapada, isto é, uma “cerca de arvoredo e mata onde se cria caça”.
A Tapada das Necessidades está classificada como Imóvel de Interesse Público desde 1983.